# Viktor Schauberger

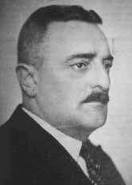
Porträt von Viktor Schauberger

Viktor Schauberger (* 30. Juni 1885 in Holzschlag am Plöckenstein in Österreich; † 25. September 1958 in Linz) war ein österreichischer Förster in den Wäldern des Toten Gebirges, Konsulent des Bundesministeriums für Land- und Forstwirtschaft, Erfinder, Naturforscher und Parawissenschaftler.

## Leben

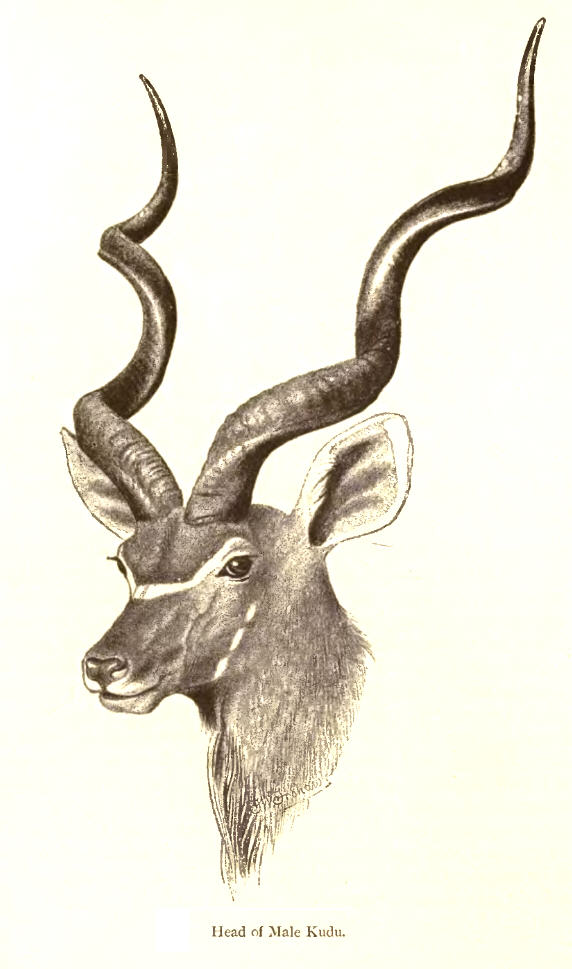
Die Hörner des Großen Kudu waren für Schauberger ein Vorbild für gewendelte Rohrleitungen

Schauberger entstammte einem Fischer-, Förster-, Holzmeister- und Jägergeschlecht und wurde am 30. Juni 1885 in Holzschlag am Plöckenstein als achtes von zwölf Kindern geboren. Seine Eltern waren Leopold Schauberger und Josefa, geborene Klimitsch. Von 1891 bis 1897 besuchte er die Volksschule in Aigen, anschließend bis 1900 das Staatsgymnasium in Linz. Bis 1904 ging er zur Waldbauschule in Aggsbach in der Kartause Aggsbach, wo er das Examen als Förster ablegte. Von 1904 bis 1906 war er Forstadjunkt im niederösterreichischen Groß-Schweinbarth.

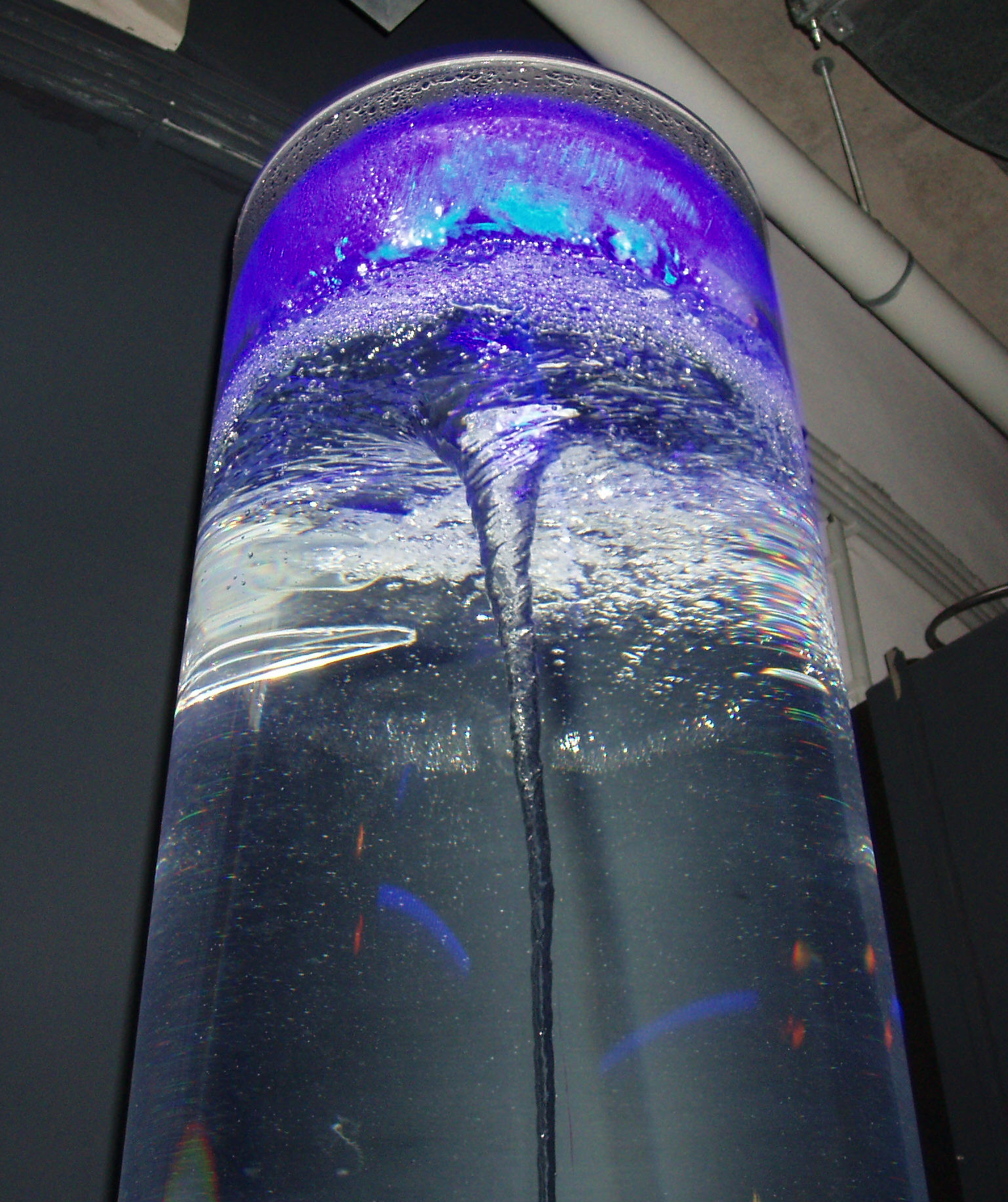
Zopfförmiger Luftkern bei der Verwirbelung im Schauglas

Anschließend leistete er von 1906 bis 1908 Militärdienst. Von 1909 bis 1913 war er zunächst Forstadjunkt in den Diensten des Grafen Rudolf Abensberg-Traun. Wegen eines Zusammenstoßes mit Wilderern wechselte er 1911 aus Gründen der persönlichen Sicherheit in die Dienste des regierenden Fürsten Adolf von Schaumburg-Lippe (Herrschaftsverwaltung Steyrling). Schauberger nahm von 1914 bis 1918 am Ersten Weltkrieg teil. Er wurde als Reservist zur Artillerie eingezogen und versah seinen Dienst als Reserveverrechnungsunteroffizier 1. Klasse an Kriegsschauplätzen in Russland, Italien, Rumänien und Frankreich.
Für von Schaumburg-Lippe erstellte Schauberger 1922 mehrere innovative Holzschwemmanlagen, die die Holz-Transportkosten auf ein Zehntel der vorherigen Kosten senkten. Für das Schwemmwesen im österreichischen Bundesministerium für Land- und Forstwirtschaft war er von 1924 bis 1926 staatlicher Konsulent (Berater). Er war in diesem Zusammenhang am Bau von drei großen Holzschwemmanlagen maßgeblich beteiligt: Großraming, Klausen-Leopoldsdorf (bei Wien) sowie eine Anlage bei Bad Ischl (Rettenbachwildnis). Eine persönliche Freundschaft mit dem Hydrauliker Philipp Forchheimer vermittelte ihm ab 1925 Publikationsmöglichkeiten.
Auch am Bau einer Schwemmanlage im Mürztal bei Neuberg von 1925 bis 1928 war er beteiligt. Diese Schwemmanlage war bis 1951 in Betrieb. In den 1930er Jahren erbaute Schauberger Holzschwemmanlagen in Österreich, in Montenegro, in der Türkei und in anderen Ländern.
Unter der Regierung von Engelbert Dollfuß war Schauberger als Landwirtschaftsminister im Gespräch.

## Versuche zur Energiegewinnung
Viktor Schauberger gewann durch Naturbeobachtungen Ansichten, die ihn das naturwissenschaftliche Weltbild in Frage stellen ließen. Er glaubte, der Natur liege ein bisher nicht bekanntes Bewegungsprinzip zugrunde, welches er „Implosion“ nannte. Das Implosionsprinzip sah er makrokosmisch in „schraubenartigen Bewegungen“ der Planeten und mikrokosmisch in „ellipsoiden Bahnen“ der Elektronen im Bohrschen Atommodell. Diese „zykloiden Bewegungsformen“ seien auch in den materiellen Zwischenformen unserer physischen Realität für alle aufbauenden evolutionären Naturprinzipien von Bedeutung. Von dieser These leitete er das Motto „Natur kapieren und kopieren“ ab.
In strömenden Gebirgsbächen ruhig stehende Forellen und überlieferte Ideen der Holzflößer brachten Schauberger zu der Überzeugung, dass die Natur große Antriebskräfte zur Verfügung stelle, von deren Existenz wir nichts wüssten. In der Zwischenkriegszeit stellte er seine Holzschwemmanlagen als praktische Beweise für seine These von der „Gesetzmäßigkeit der Wasserbewegung“ dar, wonach man die konzentrischen Wasserwirbeln innewohnenden Kräfte technisch nutzbar machen könne. Schaubergers funktionierende Holzschwemmanlage ermöglichte die einfache Holzbringung zu einem Bruchteil der bisherigen Kosten.
Von ihm als Repulsine oder Repulsator bezeichnete Geräte, die er zur Verwendung als Transportgerät oder zur Erzeugung von Energie baute, wurden im Zweiten Weltkrieg auf ihre Tauglichkeit als Wunderwaffe untersucht. Die Behauptung, mit seiner Erfindung ließe sich Freie Energie erzeugen, das heißt, die Repulsine wäre faktisch ein Perpetuum mobile, widerspricht den Gesetzen der Thermodynamik.

### Verhältnis zum Nationalsozialismus
Am 22. Juli 1934 wurde Schauberger auf Anregung des Bremer Industriellen Ludwig Roselius in die Berliner Reichskanzlei Adolf Hitlers geladen, um seine Konzepte und Pläne zur Wasseraufbereitung und zur alternativen Energiegewinnung vorzustellen. Obwohl Hitler anschließend angeordnet habe, das Notwendige zu veranlassen, fuhr Schauberger nach eigener Darstellung nach Diskussionen mit Wissenschaftlern und Beamten der Reichskanzlei nach Wien zurück, ohne auf Hitlers Angebot eingegangen zu sein. Im Tagesbericht der Reichskanzlei wurde festgehalten, dass Hitler Schauberger für einen Betrüger hielt. Schauberger meinte hingegen, Hitler für seine Ideen gewonnen zu haben.
1935 holte der fränkische Gauleiter Julius Streicher, der enge Beziehungen zu Verwandten Schaubergers unterhielt, diesen nach Nürnberg. Dort hielt Schauberger einen öffentlichen Vortrag vor Siemens-Managern und Technikern. Im Anschluss wurde beschlossen, eine Apparatur nach den von Schauberger vorgestellten Prinzipien zu bauen, um seine Thesen zu überprüfen. Das nach Schaubergers Vorgaben gebaute Gerät zerstörte sich jedoch bei einem Probelauf selbst und soll bei zirka 4000 Grad Celsius geschmolzen sein.
1937 wurden in Wien weitere Versuche mit einem Raumheizgerät durchgeführt, die sich ebenfalls als Reinfall entpuppten. Die Heizmaschine habe gefährliche Strahlungen abgegeben, die selbst Mauern durchdrangen, und am Finger getragene goldene Ringe zerstört haben sollen. Daraufhin beendete Siemens die Zusammenarbeit.
Später sei es zu Überwachungen durch die Gestapo, Beschlagnahmung seiner Geräte durch das Oberkommando der Wehrmacht und beinahe zu seiner Hinrichtung gekommen.
1941 sei er von der Wiener Rüstungsinspektion aufgefordert worden zu demonstrieren, dass fallende Wassertropfen Lichteffekte erzeugen können (siehe: Der Kelvinsche Wassertropfengenerator). Das habe ihm den Auftrag eingebracht, für die Messerschmitt-Werke in Augsburg neue Kühlsysteme für Flugzeugmotoren zu entwickeln. Die Zusammenarbeit endete abrupt, nachdem bei Experimenten mit einem Prototyp des Repulsators der Versuchsapparat zusammenbrach.
Schaubergers Berichten zufolge habe er während seiner Arbeiten im KZ Mauthausen mehrfach mit Reichsführer SS Heinrich Himmler, einem gelernten Landwirt, korrespondiert, der ihn zu biologischen und bioenergetischen Fragen konsultiert habe.

### Beschäftigung von Häftlingen im KZ Mauthausen
Am 20. April 1944 sei Schauberger, seinen Schilderungen zufolge, vom Amt der Technik in Linz vorgeladen und von dort ins Konzentrationslager Mauthausen gebracht worden, wo er als Zivilangestellter dem Lagerkommandanten Franz Ziereis unterstellt wurde, um seine physikalischen Experimente fortzuführen. Ihm sei befohlen worden, mit Unterstützung von fünf geeigneten „Ingenieurshäftlingen“ Motoren für Flugzeuge und U-Boote zu bauen. Daraufhin wurde mit der Entwicklung eines „Repulsator“, später „Repulsine“ genannten „Implosionsmotors“ begonnen, bei dem es sich um eine Weiterentwicklung des Flugzeugmotors mit Luftantrieb gehandelt haben soll. Als Bauvorlage diente eine Patentanmeldung Schaubergers, die 1940 vom Patentamt abgelehnt wurde. Bei der zweiten im KZ begonnenen Konstruktion, die das Entwurfsstadium nicht verließ, handelte es sich um einen eiförmigen Behälter, in dem Wasser mit einigen Zutaten in Benzin umgewandelt werden sollte, um U-Boote nach dem Prinzip der Forellenatmung anzutreiben.
Auf Schaubergers Drängen wurde sein Häftlingsteam (zwei Tschechen, zwei Deutsche, ein Pole) am 28. September 1944 von Mauthausen in das Außenlager Wien-Schönbrunn versetzt, wo die Gruppe in einem Raum der dortigen SS-Ingenieurschule einquartiert wurde. Schauberger agierte als „wissenschaftlicher Leiter“ und hatte eigenen Aussagen zufolge eine „Leihgebühr“ für die ihm zugeteilten Häftlinge an die SS zu entrichten. Nachdem die SS-Kaserne wiederholt bombardiert worden war, wurde das Kommando in ein beschlagnahmtes Sensenwerk bei Leonstein in Oberösterreich verlegt.
Zum Kriegsende 1945 flüchtete die Wachmannschaft, Schauberger entließ seine Mitarbeiter und blieb mit seiner Familie allein im Lager zurück, bis die amerikanischen Truppen eintrafen, die ihn, berichtet Schauberger, zur Fortsetzung seiner Arbeit anhielten und Verhöre und Untersuchungen vornahmen. Im Oktober 1945 veranlasste ein amerikanischer Offizier Schaubergers Bewachung durch die österreichische Gendarmerie, um ihn vor russischen Entführungen zu schützen. Seine Geräte und Unterlagen kamen vorübergehend unter Verschluss.

### Experimente mit Sogturbinen und landwirtschaftliche Versuche
Im März 1946 kam Schauberger frei und im Dezember 1946 übersiedelten die Schaubergers nach Linz. Die Amerikaner beschlagnahmten seine Werkstatt- und Labormaterialien nicht, sollen ihm aber verboten haben, sich weiterhin mit den Forschungen an der Repulsine zu beschäftigen. 1947 zog Schauberger nach Salzburg, wo er im Labor und in der Werkstatt der Firma Rödhammer & Co. die Maschinenentwicklung wieder aufnahm. 1948 wurde ein Wasserapparat auf Bestellung der Klinik Dr. Wehrle fertiggestellt. Parallel beschäftigte er sich mit der Entwicklung einer sogenannten Bio- oder Sogturbine für Wasser. Im September 1948 bekam er von Wehrle ein Kuduantilopenhorn geschenkt, das ihn im Sinne der Bionik zur Entwicklung seiner Doppelwendelrohre inspirierte, die den Hauptbestandteil seiner Sogturbinen bildeten. 1951 stellte er in Österreich einen Patentantrag für das Wirbelrohr, dem 1958 stattgegeben wurde.
1948 bis 1950 führte er Landwirtschaftsversuche durch und kooperierte mit der Firma Rosenberger in Salzburg, um Kupfergeräte und Wasserapparate zu produzieren und zu vermarkten. Da er Wissenschaftlern und Technikern misstraute, ließ er immer wieder abgeänderte Versuchsmodelle und Prototypen der Sogturbine, ohne technische Berechnungen und Werkszeichnungen nur auf Basis seiner Beschreibungen und Skizzen von Kupferschmieden und Mechanikern anfertigen. Die Modelle funktionierten allesamt nicht oder zerplatzten. Aufgrund seiner Aufzeichnungen konstruierte nach seinem Tod der mit ihm befreundete Esoteriker Leopold Brandstätter (Leobrand) eine implosionistische Leobrand-Wirbelturbine, für die er ab April 1962 mehrmals vergeblich in Wien die Patentierung beantragte.

## Privates
Schaubergers Tochter Huberta war mit dem Schauspieler und Kabarettisten Maxi Böhm verheiratet.

## Publikationen
- Unsere sinnlose Arbeit – die Quelle der Weltkrise, 2 Teile. Krystall, Wien 1933/34, DNB 560885946; 2. Auflage: Schauberger, Wien 2001, ISBN 3-902262-00-1.
- Die zykloide Spiralraumkurve. Salzburg 1948.
- Die geniale Bewegungskraft. Physikalische Grundlagen der Biotechnik. Bearbeitet und hrsg. v. Aloys Kokaly. Selbstverlag (Kokaly), Neviges 1960, DNB 920028047.
- Das Wesen des Wassers. Originaltexte. AT, Baden 2006, ISBN 3-03800-272-0.

## Film
- Der Film Tragendes Wasser wurde 1929 vom österreichischen Fremdenverkehrsbüro aufgenommen und dokumentierte die Holzschwemmanlage im Mürztal bei Neuberg.
- Viktor Schauberger – Die Natur kapieren und kopieren (DVD), Gestaltung: Franz Fitzke, Länge ca. 75 min., Schauberger Verlag, 2008, ISBN 978-3-902262-01-1.